# Мелн (Мекленбург)
Мелн (њем. Mölln) општина је у њемачкој савезној држави Мекленбург-Западна Померанија. Једно је од 69 општинских средишта округа Демин. Према процјени из 2010. у општини је живјело 453 становника. Посједује регионалну шифру (AGS) 13052053.

## Географски и демографски подаци
Мелн се налази у савезној држави Мекленбург-Западна Померанија у округу Демин. Општина се налази на надморској висини од 42 метра. Површина општине износи 29,7 km². У самом мјесту је, према процјени из 2010. године, живјело 453 становника. Просјечна густина становништва износи 15 становника/km².